# Portugal International 2025
Die Portugal International 2025 fanden vom 5. bis zum 9. März 2025 in Caldas da Rainha statt. Sie wurden im Centro de Alto Rendimento de Badminton ausgetragen, dem Leistungszentrum des portugiesischen Badmintonverbands Federação Portuguesa de Badminton. Es war die 60. Auflage dieser internationalen Titelkämpfe von Portugal im Badminton.

## Sieger und Platzierte
| Disziplin    | Gold                             | Silber                      | Bronze                              |
| ------------ | -------------------------------- | --------------------------- | ----------------------------------- |
| Herreneinzel | Daniil Dubovenko                 | Yoo Tae-bin                 | Ethan Rose                          |
| Herreneinzel | Daniil Dubovenko                 | Yoo Tae-bin                 | Julien Scheiwiller                  |
| Dameneinzel  | Rachel Chan                      | Kristin Kuuba               | Insyriah Khan                       |
| Dameneinzel  | Rachel Chan                      | Kristin Kuuba               | Anna Tatranova                      |
| Herrendoppel | Bjarne Geiss Jan Colin Völker    | Maël Cattoen Lucas Renoir   | Oliver Butler Samuel Jones          |
| Herrendoppel | Bjarne Geiss Jan Colin Völker    | Maël Cattoen Lucas Renoir   | Robin Harper Harry Wakefield        |
| Damendoppel  | Margot Lambert Camille Pognante  | Simona Pilgaard Mette Werge | Sharone Bauer Emilie Vercelot       |
| Damendoppel  | Margot Lambert Camille Pognante  | Simona Pilgaard Mette Werge | Serena Au Yeong Anna Hagspiel       |
| Mixed        | Grégoire Deschamp Margot Lambert | Natan Begga Téa Margueritte | Jan Colin Völker Franziska Volkmann |
| Mixed        | Grégoire Deschamp Margot Lambert | Natan Begga Téa Margueritte | Malik Bourakkadi Leona Michalski    |